# 劉應箕
劉應箕（1513年—？年），字維南，號平川，四川重慶府巴縣人，明朝政治人物。官至大同巡撫。

## 生平
由國子生中式四川鄉試第七十名舉人，嘉靖二十三年（1544年）甲辰科会试第二百五十六名，第三甲第六十二名進士。授浙江餘姚縣知縣，二十八年調補宣城县，历任浙江按察司佥事、布政司左参议、按察副使、右參政，四十四年被革职为民。隆慶初以荐起为陕西按察司副使，四年三月调任山西，整饬沿边兵备兼理屯田诸务，五年（1571年），代方逢時任都察院右佥都御史、巡撫大同。萬曆元年（1573年）七月，以言官交章论劾，令回籍聽勘，十二月因违例奏辩，丑诋言官，無人臣禮，被革职为民。俺答封貢，應箕適逢其事，與總督王崇古共同處理了封貢事宜，並親赴市場，參加了開市大典。

## 著作
劉應箕有《款塞始末》一卷，記述「隆慶和議」及與蒙古右翼諸部建立通貢互市關係的經過。《明史·藝文志》有著錄。

## 家族
曾祖劉仲英，祖劉伯全，父劉翱，母楊氏。具慶下，妻曹氏，弟應畢；應奎。